# Tuwati I.
Tuwati(s) I. war der erste namentlich bekannte Herrscher des späthethitischen Königreichs Tabal in der Zentraltürkei. Er herrschte im 9. Jahrhundert v. Chr.
Tuwati ist – unter seinem assyrischen Namen Tuatti – bekannt aus dem Bericht des assyrischen Königs Schalmaneser III. über einen nach Westen führenden Eroberungszug im Jahr 837 v. Chr. Demnach ist Schalmaneser in das Land Tuwatis eingefallen und hat dessen Städte zerstört. Dabei dürfte es sich um kleine Ansiedlungen mit wenigen Hektar Land gehandelt haben. Tuwati musste sich in seine Hauptstadt Artulu zurückziehen. Diese wird östlich des heutigen Kayseri und südlich des antiken Halys (heute Kızılırmak) vermutet.
Tuwati gilt als der Begründer einer Dynastie, die die mächtigsten Städte der Region Tabal beherrschte. In einer Inschrift des urartäischen Königs Argišti I. (reg. 785–753 v. Chr.) wird das Land der „Söhne von Tuate“ erwähnt, womit vermutlich Tuwati gemeint ist. Zu der Herrscherlinie Tuwatis gehört als wahrscheinlich Letzter Wasusarma, der von Tiglat-Pileser III. um 730 v. Chr. entthront wurde. Er war der Sohn von Tuwati II., beide werden in mehreren luwischen Hieroglyphen-Inschriften erwähnt.